# Église Notre-Dame de Camy (Luzech)
Pour les articles homonymes, voir Église Notre-Dame de Camy et Camy.
L'église Notre-Dame de Camy est située dans le Quercy sur la commune de Luzech dans le département du Lot et la région Occitanie en France.

## Historique
L’édification de l’église de Camy date du XIe siècle, sur l’emplacement d’un temple gallo-romain.
Une bulle du pape en Avignon Urbain V (en mai 1365) nous apprend que de nombreux miracles s’opéraient en cette église. Mais par suite des guerres, elle était à peu près ruinée et ne pouvait être réparée sans les aumônes des fidèles. Le pape a alors accordé des indulgences lors de certaines fêtes pour les bienfaiteurs.
Au cours des siècles qui suivent, l’édifice subit d’autres pillages et incendies : au cours des guerres de Religion et de la Révolution française, elle est gravement endommagée et à chaque fois reconstruite.
Monsieur de Rastignac, baron de Luzech et propriétaire du château de Camy, apparaît en qualité de donateur pour la cloche, fondue en 1786, avec deux autres personnes : Jean-Pierre de Lacombe de Camy et Marie-Françoise de Monsoulat, épouse Bonamie Duroc.

## Description
L’église telle qu’on peut l’admirer aujourd’hui, sobre et élégante, est construite en pierre. Juchée sur un petit promontoire, elle est entourée de cyprès élégants. Sa façade est rythmée par deux pignons et un clocher-mur. Le toit de son abside est couvert de lauzes. À quelques mètres coule le Lot.
Sur trois côtés, elle est entourée d’un beau cimetière où l’on peut lire l’histoire des habitants de la commune de Camy.
L’église est à nef unique à voûte croisée d’ogives. L’essentiel de la nef appartient à la construction primitive du XIIe siècle. La perspective est rythmée à l’entrée du cœur par des piliers imposants qui supportent le clocher. Celui de gauche est ouvert pour laisser passer l’accès à une chaire en bois suspendue.
À l’intérieur de l’église, on peut contempler deux tableaux imposants réalisés au XVIIIe siècle et qui sont référencés dans la base Palissy : un “Saint Roch” et une “Crucifixion”. On ne connaît pas leur auteur.

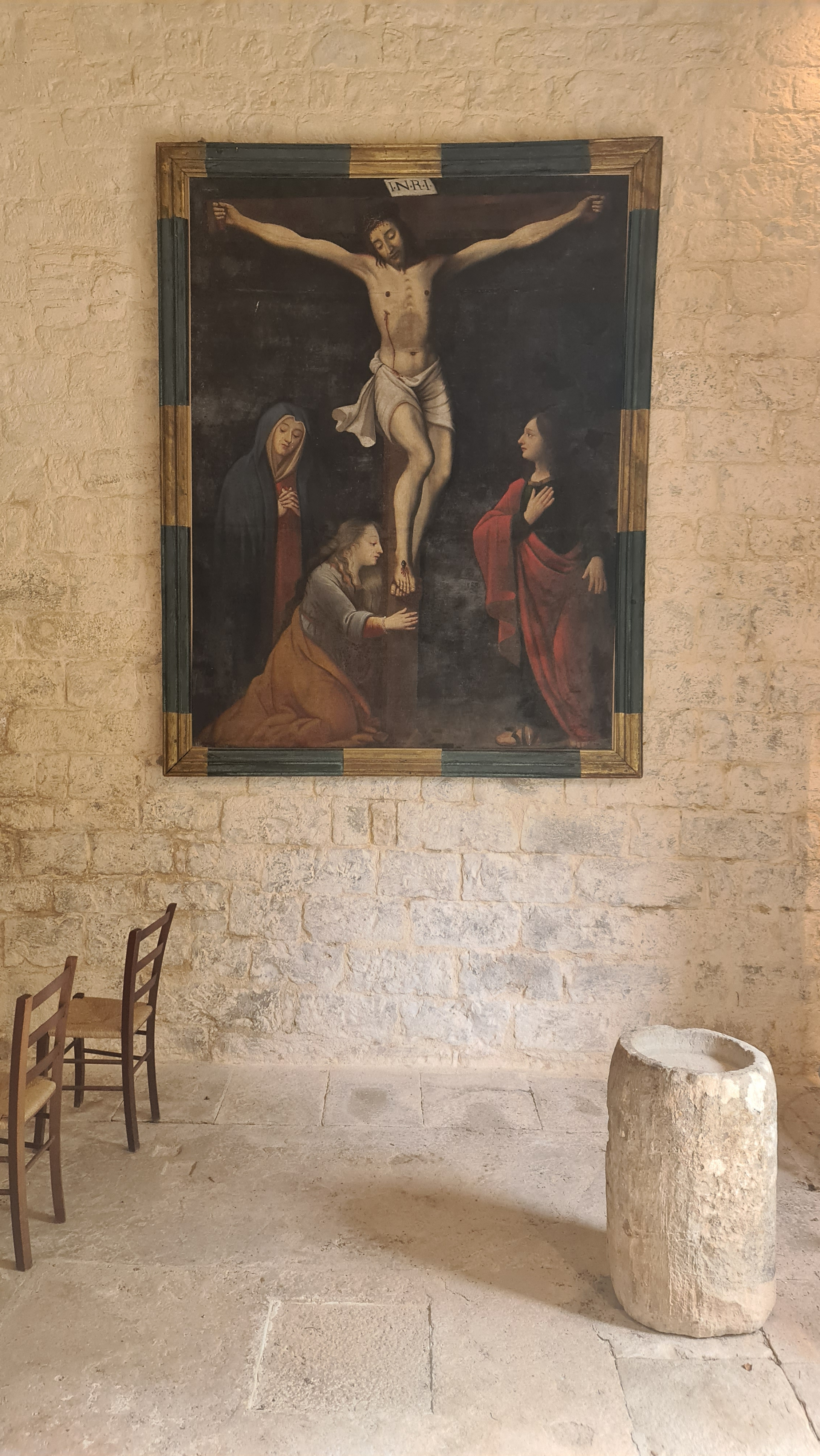
La crucifixion, anonyme.

## Valorisation du patrimoine
L'église est inscrite à l'inventaire des monuments historiques par arrêté du 27 avril 1976.
Dans les années 80, l’état de délabrement de l’édifice était tel que les habitants de Camy se mobilisent et répètent l’histoire, en constituant une association pour sauvegarder ce patrimoine. L’association des amis de l’église de Camy fut créée en septembre 1990. Elle a permis à l’église de retrouver sa beauté et sa simplicité originelles.

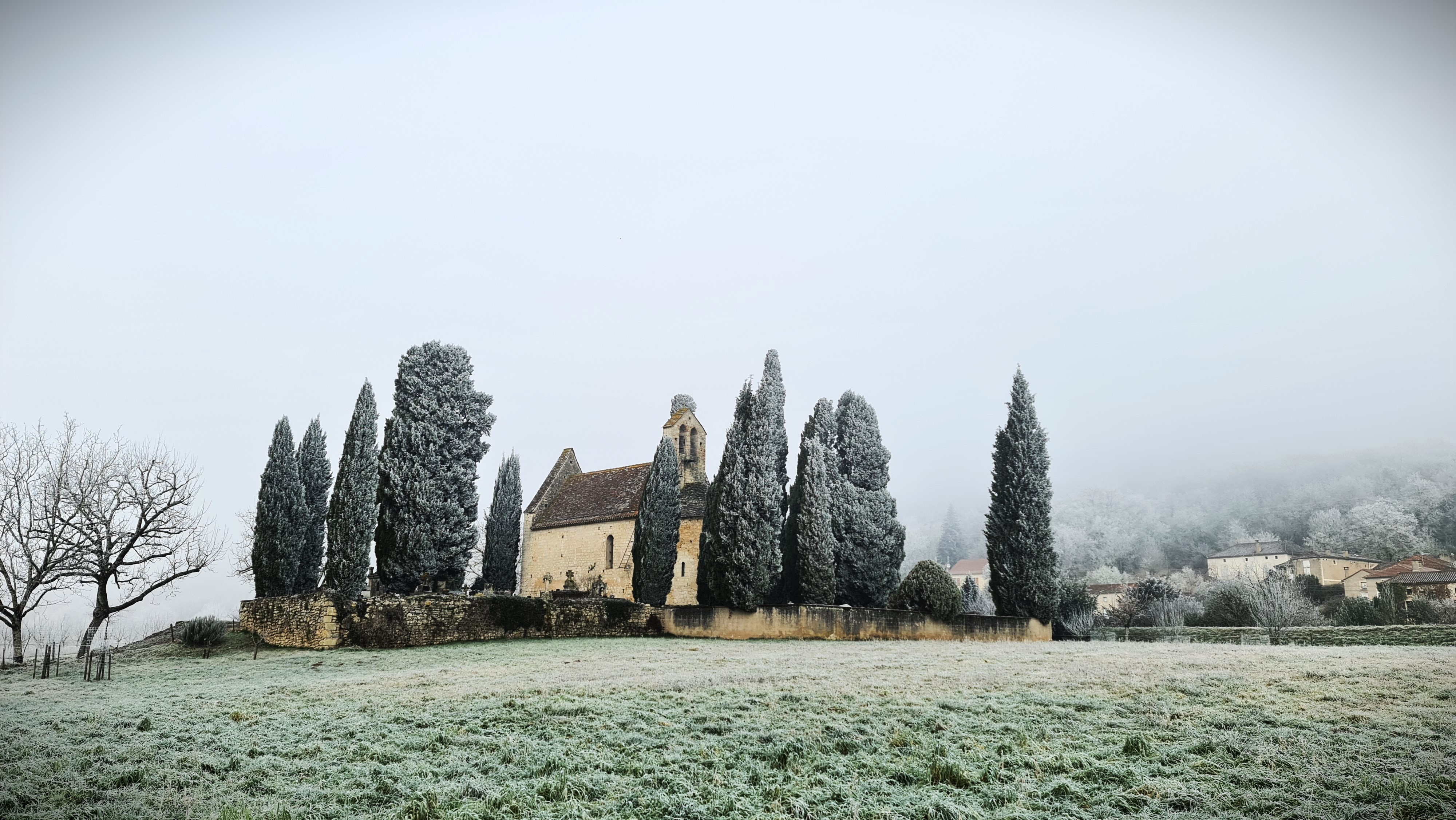